# 上大島駅
上大島駅（かみおおしまえき）は、茨城県筑波郡筑波町（現・つくば市）上大島にあった、筑波鉄道筑波線の駅（廃駅）である。筑波線廃止に伴い1987年（昭和62年）に廃止された。

## 歴史
1915年（大正4年）2月1日の工事施行認可時には当駅は「椎尾停車場」として計画されたが、1917年（大正6年）1月23日の申請で紫尾停車場が追加され、駅名が紛らわしくなるということから当駅は「大島駅」として申請。しかし当時既に佐賀県に大島駅があったなどの理由で再考するよう指導が入り、所在地名をそのままとって「上大島」として届け出たという経緯がある。

### 年表
- 1918年（大正7年）
  - 4月7日：筑波鉄道 (初代)の駅として開業。ただし車両不足のため当駅を含む筑波 - 岩瀬間は休止状態だった[2]。
  - 6月7日：当駅を含む筑波 - 真壁間が営業開始[4]。
- 1945年（昭和20年）3月20日：会社合併に伴い、常総筑波鉄道筑波線の駅となる。
- 1965年（昭和40年）6月1日：会社合併に伴い、関東鉄道の駅となる[5]。
- 1979年（昭和54年）4月1日：事業譲渡に伴い、筑波鉄道の駅となる[5]。
- 1970年（昭和45年）2月：駅業務を委託化[1]。
- 1981年（昭和56年）8月12日：貨物営業を廃止。
- 1987年（昭和62年）4月1日：廃止[3]。

## 所在地
茨城県つくば市上大島と茨城県桜川市酒寄のほぼ境界線付近、現在の茨城県道41号つくば益子線上にあった。

## 駅構造
相対式ホーム2面2線の地上駅であり、駅本屋は東側の上りホーム（土浦方面）上にあった。かつては貨物の取り扱いもしていた。貨物側線は駅東側の駅本屋の南側にあり、土浦方で本線に合流していた。

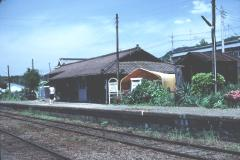
駅本屋と土浦方面ホーム（1986年6月）
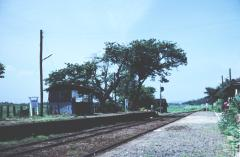
ホーム（1986年6月）
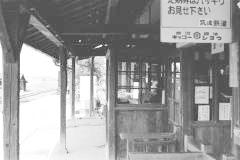
駅本屋（張り出し室[注釈 1]。1979年9月）
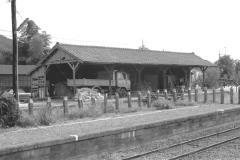
旧貨物上屋[注釈 2]（1979年9月）

## 駅周辺
廃止前日の様子を記す。
- 上大島郵便局
- 上大島工業団地
- 茨城県道14号下館筑波線（現・茨城県道14号筑西つくば線）

## 現状

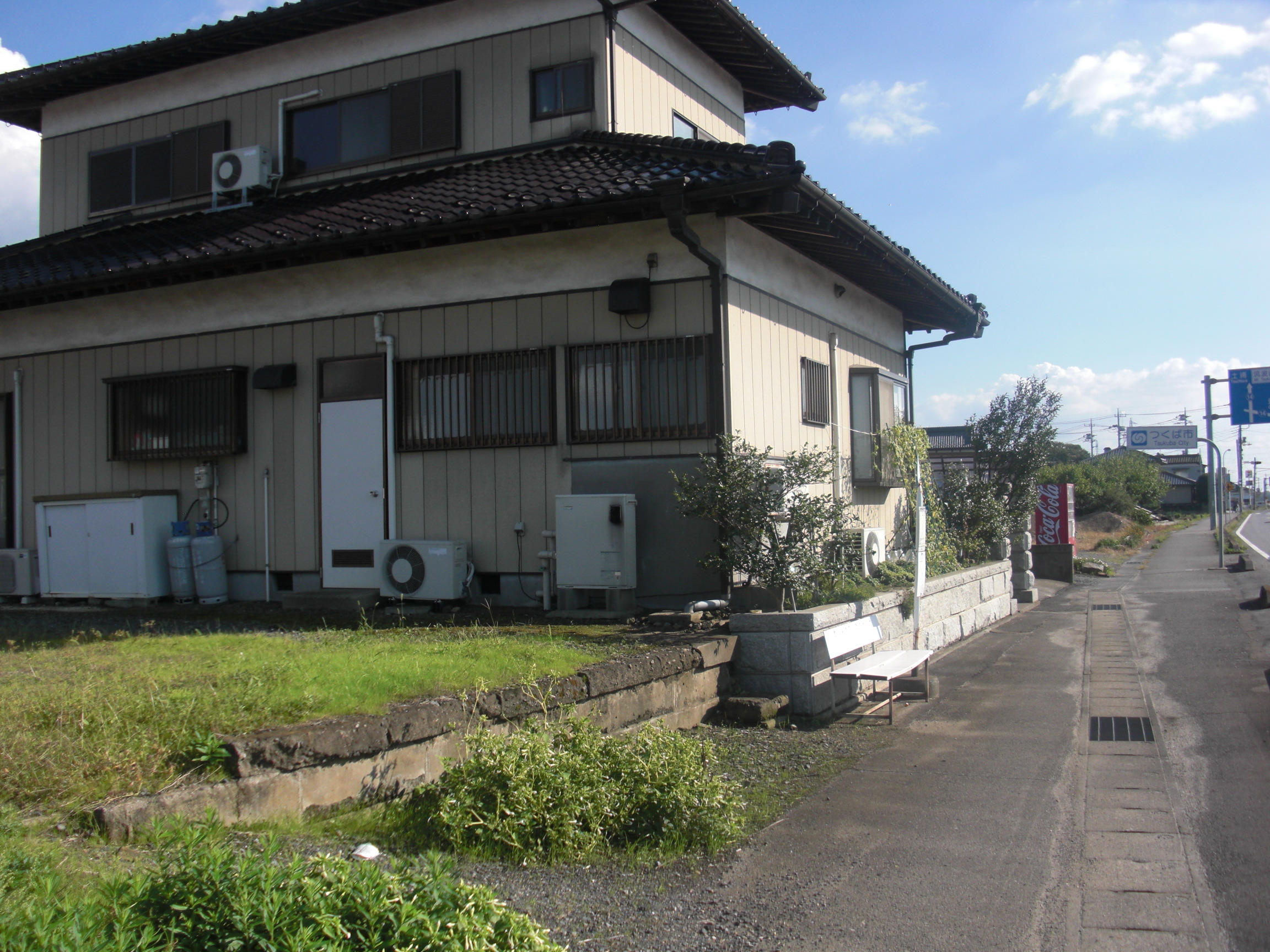
駅跡（2010年10月）

上大島駅の名は、関東鉄道つくば北営業所と下館駅を結ぶバス路線（関鉄パープルバス筑波下館線）の停留所「上大島駅入口」に長らく残っていたが、2008年の路線廃止に伴い、「上大島駅」の名称が完全に消滅した。なお、駅跡のバス停留所は関東鉄道筑波真壁線の「境ノ町」であり、こちらは2011年まで存在した。
その後、上大島地区では路線交通機関のない時期が6年続いたが、2017年4月に筑西市広域連携バスが上大島などの停留所を開設して解消。その半年後桜川市バスも上大島に停車開始、さらに2019年4月には新設の筑波地区支線型バスが地区に乗り入れるようになり、改善が進んだ。現在、当駅跡の最寄停留所は支線型バス4コース「上大島北」となっている。
この付近の筑波線跡地は、廃止後まもなく県道39号筑波益子線（現・茨城県道・栃木県道41号つくば益子線）の付け替えのため整備された。茨城県道14号筑西つくば線を筑西市方面から桜川を渡り、上大島交差点で県道41号を真壁町方面へ左折する左折レーンからの合流車線などがあり道幅が広くなっている部分が駅構内部分、ホームや線路跡であり、また、そこだけ広い道幅は列車交換ができるよう相対式ホーム2面2線だった名残である。
駅舎は取り壊され跡地には民家が建っている。歩道に対して一段高くなっているのがホームの名残であり、じっくり観察するとホームの石積が僅かに残っていることがわかる。
駅舎跡から近い旧県道には大衆食堂などが現存するのみならず、看板建築や広告付き街路灯、行灯型広告看板などが僅かにあり、駅前商業の名残が見て取れる。

## 隣の駅
筑波鉄道
筑波線
筑波駅 - 上大島駅 - 酒寄駅